# دریاچه لاچا
دریاچه لاچا (روسی: Ла́ча, Ла́че) یک دریاچه در استان آرخانگلسک کشور روسیه است.

نمایی از حوضه رود اونگا